# فربيون هوائي الجذع
الفربيون هوائي الجذع أو الحلاب هوائي الجذع (باللاتينية: Euphorbia physocaulos) نوع نباتي يتبع جنس الفربيون من الفصيلة اللبنية.
النبات سام كبقية أنواع الفربيون.

## الموئل والانتشار
ينتشر في بلاد الشام وتركيا.

## مرادفات للاسم العلمي
- (باللاتينية: Tithymalus physocaulos (Mouterde) Soják)